# Illinois State Route 132
Die Illinois State Route 132 (kurz IL 132) ist eine State Route im US-Bundesstaat Illinois, die in Ost-West-Richtung verläuft.
Die State Route beginnt an der Illinois State Route 59 nahe Lake Villa und endet nach 22 Kilometern in Waukegan an der Illinois State Route 131.

## Verlauf
Nach der Abzweigung von der State Route 59 im Westen von Lake Villa am Fox Lake verläuft die IL 132 in östlicher Richtung und trifft im Zentrum der Stadt auf die Illinois State Route 83. Östlich von Lake Villa kreuzt sie den U.S. Highway 45 und im Westen von Gurnee passiert die Straße die Interstate 94, die in diesem Abschnitt den Tri-State Tollway bildet. Vor der Überquerung des Des Plaines Rivers trifft die IL 132 auf die Illinois State Route 21. Im Westen von Waukegan kreuzt die Straße den U.S. Highway 41, bevor sie nach 22 Kilometern an der Illinois State Route 131 endet.